# La famiglia Claus
La famiglia Claus  (De Familie Claus) è un film del 2020 diretto da Matthias Temmermans.

## Distribuzione
Il film è stato distribuito in Italia il 1º novembre 2021 su Netflix.